# Championnats d'Europe de patinage artistique 1936
Navigation
Édition précédente Édition suivante
Les championnats d'Europe de patinage artistique 1936 ont lieu du 24 au 26 janvier 1936 au Sportpalast de Berlin en Allemagne.
Les patineurs japonais qui se déplacent en Europe pour les Jeux olympiques d'hiver de février 1936 à Garmisch-Partenkirchen sont invités à participer aux championnats européens. Trois patineurs et une patineuse vont y participer.

## Qualifications
Les patineurs sont éligibles à l'épreuve s'ils représentent une nation européenne membre de l'Union internationale de patinage (International Skating Union en anglais). Les fédérations nationales sélectionnent leurs patineurs en fonction de leurs propres critères.

## Podiums
| Épreuves                      | Or                        | Argent                      | Bronze                                     |
| ----------------------------- | ------------------------- | --------------------------- | ------------------------------------------ |
| Messieurs résultats détaillés | Karl Schäfer              | Graham Sharp                | Ernst Baier                                |
| Dames résultats détaillés     | Sonja Henie               | Cecilia Colledge            | Megan Taylor                               |
| Couples résultats détaillés   | Maxi Herber / Ernst Baier | Violet Cliff / Leslie Cliff | Piroska Szekrényessy / Attila Szekrényessy |

## Tableau des médailles
| Rang  | Nation      | Or | Argent | Bronze | Total |
| ----- | ----------- | -- | ------ | ------ | ----- |
| 1     | Allemagne   | 1  | 0      | 1      | 2     |
| 2     | Autriche    | 1  | 0      | 0      | 1     |
| 2     | Norvège     | 1  | 0      | 0      | 1     |
| 4     | Royaume-Uni | 0  | 3      | 1      | 4     |
| 5     | Hongrie     | 0  | 0      | 1      | 1     |
| Total | Total       | 3  | 3      | 3      | 9     |

## Détails des compétitions

### Messieurs
| Rang    | Nom                  | Nation      | Places | Points | Fig. impo. | Prog. libre |
| ------- | -------------------- | ----------- | ------ | ------ | ---------- | ----------- |
| 1       | Karl Schäfer         | Autriche    |        |        |            |             |
| 2       | Graham Sharp         | Royaume-Uni |        |        |            |             |
| 3       | Ernst Baier          | Allemagne   |        |        |            |             |
| 4       | Felix Kaspar         | Autriche    |        |        |            |             |
| 5       | Elemér Terták        | Hongrie     |        |        |            |             |
| 6       | Marcus Nikkanen      | Finlande    |        |        |            |             |
| 7       | Toshikazu Katayama   | Japon       |        |        |            |             |
| 8       | Freddie Tomlins      | Royaume-Uni |        |        |            |             |
| 9       | Kazuyoshi Oimatsu    | Japon       |        |        |            |             |
| 10      | Robert Van Zeebroeck | Belgique    |        |        |            |             |
| 11      | Freddy Mésot         | Belgique    |        |        |            |             |
| 12      | Jean Henrion         | France      |        |        |            |             |
| 13      | Günther Lorenz       | Autriche    |        |        |            |             |
| 14      | Herbert Haertel      | Allemagne   |        |        |            |             |
| 15      | Walter Grobert       | Pologne     |        |        |            |             |
| Abandon | Tsugio Hasegawa      | Japon       |        |        |            |             |

### Dames
| Rang | Nom                   | Nation          | Places | Points | Fig. impo. | Prog. libre |
| ---- | --------------------- | --------------- | ------ | ------ | ---------- | ----------- |
| 1    | Sonja Henie           | Norvège         |        |        |            |             |
| 2    | Cecilia Colledge      | Royaume-Uni     |        |        |            |             |
| 3    | Megan Taylor          | Royaume-Uni     |        |        |            |             |
| 4    | Liselotte Landbeck    | Autriche        |        |        |            |             |
| 5    | Vivi-Anne Hultén      | Suède           |        |        |            |             |
| 6    | Hedy Stenuf           | France          |        |        |            |             |
| 7    | Maxi Herber           | Allemagne       |        |        |            |             |
| 8    | Viktoria Lindpaitner  | Allemagne       |        |        |            |             |
| 9    | Etsuko Inada          | Japon           |        |        |            |             |
| 10   | Gladys Jagger         | Royaume-Uni     |        |        |            |             |
| 11   | Mia Macklin           | Royaume-Uni     |        |        |            |             |
| 12   | Pamela Prior          | Royaume-Uni     |        |        |            |             |
| 13   | Györgyi von Botond    | Hongrie         |        |        |            |             |
| 14   | Éva von Botond        | Hongrie         |        |        |            |             |
| 15   | Věra Hrubá            | Tchécoslovaquie |        |        |            |             |
| 16   | Jacqueline Vaudecrane | France          |        |        |            |             |
| 17   | Anita Wageler         | Suisse          |        |        |            |             |

### Couples
| Rang | Nom                                        | Nation          | Places | Points |
| ---- | ------------------------------------------ | --------------- | ------ | ------ |
| 1    | Maxi Herber / Ernst Baier                  | Allemagne       |        |        |
| 2    | Violet Cliff / Leslie Cliff                | Royaume-Uni     |        |        |
| 3    | Piroska Szekrényessy / Attila Szekrényessy | Hongrie         |        |        |
| 4    | Eva Prawitz / Otto Weiß                    | Allemagne       |        |        |
| 5    | Stephanie Kalusz / Erwin Kalusz            | Pologne         |        |        |
| 6    | Louisa Contamine / Robert Verdun           | Belgique        |        |        |
| 7    | Vera Treybalova / Josef Vosolsobe          | Tchécoslovaquie |        |        |